# Dicranota (Plectromyia) modesta
Dicranota (Plectromyia) modesta is een tweevleugelige uit de familie Pediciidae. De soort komt voor in het Nearctisch gebied.